# Actio negatoria
Actio negatoria je jedna od svojinskih tužbi koja služi za zaštitu civilnog prava vlasništva. Actio negatoria pruža zaštitu protiv svakog narušavanja i smetanja svojine. Najčešće se actio negatoria definiše kao tužba kojom se vlasnik brani protiv lica koje je svojatalo neko pravo nad njegovom stvari (plodouživanje, stvarnu službenost i tako dalje), a vlasnik je negirao pretenzije trećeg lica.
Actio negatioria se koristi kada je došlo do ometanja nekog od stvarnih prava vlasnika, a ne do oduzimanja državine, kao što je slučaj kod reivindikacione tužbe. Kod ove tužbe tužilac (vlasnik) ima osnovnu dužnost da dokaže pravo vlasništva ili se polazi od oborive pretpostavke vlasništa tužioca (član 42. ZOSPO) i činjenicu povrede ili ometanja svojih prava, ali nije imao dužnost da dokazuje ne postojanje prava protivnika u sporu.
1. ↑  https://www.paragraf.rs/propisi/zakon_o_osnovama_svojinskopravnih_odnosa.html